# Suncus montanus
Suncus montanus là một loài động vật có vú trong họ Chuột chù, bộ Soricomorpha. Loài này được Kelaart mô tả năm 1850.